# Гончаров, Владимир Олегович
Владимир Олегович Гончаров (род. 9 июня 1990, Красноярск) — российский игрок в мини-футбол, мастер спорта России международного класса. Игрок команды «Ухта». Выступал за сборную России по мини-футболу.

## Карьера
Окончил политехнический институт Сибирского федерального университета.
Карьеру начал в 2007 году в «Газпром-Югре». Выиграл с ней серебряные и бронзовые медали чемпионата России по мини-футболу. Через шесть лет перешёл в «Мытищи», затем в КПРФ. В сезоне 2018/19 в составе самарского «Динамо» завоевал бронзовые медали Суперлиги. Следующий сезон провёл в норильском клубе «Норильский никель». В 2020 году вернулся в «Динамо Самара».
В 2008 году Гончаров в составе сборной России стал победителем первого чемпионата Европы среди молодёжных команд. Отметился победным голом в матче группового этапа против сборной Словении. В 2010 году в товарищеском матче против сборной Японии дебютировал и в составе первой сборной. Также в 2010 году он участвовал в студенческом чемпионате мира, где помог россиянам выиграть серебро, с восемью забитыми мячами стал лучшим бомбардиром турнира.

## Достижения
- Победитель молодёжного чемпионата Европы: 2008
- Обладатель Кубка России: 2011/12
- Бронзовый призёр чемпионата России: 2011/12, 2018/19